# W84 (核弾頭)
W84はアメリカ合衆国が開発・運用していた核弾頭。アメリカ空軍のBGM-109G地上発射巡航ミサイル(GLCM)用に開発された。

## 概要
B61の発展型として、1978年よりローレンス・リバモア国立研究所で開発が開始された。生産は1983年から開始され、350発が製造された。核出力は可変型であり、0.2-150kt。外形は直径13インチ、長さ34インチであった。重量は388ポンド。起爆にはトリアミノトリニトロベンゼンが主成分のPBX爆薬を用いており、低感度爆薬であることにより事故の危険性を下げている。地上発射巡航ミサイル(GLCM)は1991年に中距離核戦力全廃条約により、廃棄されたが弾頭は保管状態に置かれている。